# Three Songs (Twenty One Pilots)
Three Songs è il primo EP del gruppo musicale statunitense Twenty One Pilots, pubblicato il 17 luglio 2012 dalla Fueled by Ramen.

## Descrizione
L'EP è composto, così come detto nel titolo, da tre tracce. Due sono versioni rivisitate di brani provenienti dall'album Regional at Best, mentre l'altra (Migraine) è un brano inedito. Su di esse i Twenty One Pilots hanno detto:
Al 2017, tutti e tre i brani sono stati certificati disco d'oro dalla RIAA per le oltre 500 000 copie vendute singolarmente.

## Tracce
Testi e musiche di Tyler Joseph.
1. Guns for Hands – 4:33
2. Migraine – 3:59
3. Ode to Sleep – 5:08

## Formazione
Gruppo
- Tyler Joseph – voce, pianoforte, tastiera, programmazione
- Josh Dun – batteria, percussioni, cori

Altri musicisti
- Greg Wells – tastiera, sintetizzatore, programmazione